# Micheli Tomazela Pissinato
Micheli Tomazela Pissinato (* 28. März 1984 in Tietê) ist eine brasilianische Volleyballspielerin.

## Karriere
Tomazela Pissinato spielte von 1999 bis 2004 in ihrem Heimatland. 2004 ging die Mittelblockerin in die Schweiz. Dort erreichte sie mit Franches Montagnes 2005 das Pokalfinale und wurde ein Jahr später Vizemeisterin. Anschließend wechselte sie zu Kanti Schaffhausen. Den zweiten Platz in der Liga wiederholte sie 2008 und 2009. Außerdem gewann sie 2009 den Pokal. 2011 folgte sie ihrem Trainer Andreas Vollmer aus Schaffhausen zum deutschen Bundesligisten 1. VC Wiesbaden. 2013 ging sie zum nordfranzösischen Verein Hainaut Volley. Seit 2014 spielte Pissinato erneut in der Bundesliga bei Allianz MTV Stuttgart, mit dem sie 2015 deutsche Pokalsiegerin und Vizemeisterin wurde. 2016 wurde sie mit Stuttgart Vize-Pokalsiegerin und wiederum Vizemeisterin. 2016 holte sie mit Allianz MTV Stuttgart den VBL Supercup und wurde 2017 ebenfalls mit Stuttgart Pokalsiegerin und Vizemeisterin. Nach einer weiteren Vizemeisterschaft 2018 wurde Pissinato 2019 Deutsche Meisterin. Danach beendete sie ihre Karriere.